# نادي زينيت كازان للكرة الطائرة
نادي زينيت كازان للكرة الطائرة هو نادي كرة الطائرة للرجال من قازان،روسيا يلعب في الدوري الروسي الممتاز.تأسس النادي في 2000.